# (7584) Ossietzky
(7584) Ossietzky (1991 GK10) – planetoida z pasa głównego asteroid okrążająca Słońce w ciągu 4,91 lat w średniej odległości 2,89 j.a. Odkryta 9 kwietnia 1991 roku.